# 安德魯·懷爾斯
安德魯·約翰·懷爾斯爵士，KBE，FRS（英語：Sir Andrew John Wiles，/ˈændɹuː ʤɒn waɪlz/，1953年4月11日—），英國數學家，现任牛津大学皇家学会研究教授。他专攻数论，因證明費馬最後定理而闻名于世，也因此獲得了2016年阿貝爾獎和1995年与1996年沃尔夫奖。因怀尔斯1994年证明费马大定理时年已41岁，国际数学联盟于1998年为他颁发第一个国际数学联盟特别奖，用以替代获奖年龄上限为40岁的菲尔兹奖表彰他的贡献。

## 早年及教育
1953年4月11日，怀尔斯出生于英国剑桥，父亲莫里斯·弗兰克·怀尔斯（Maurice Frank Wiles，1923-2005）是牛津大学神学教授，母亲是帕特里夏·怀尔斯（Patricia Wiles，本名姓莫尔，即Mowll）。
怀尔斯说他10岁时在放学的路上初识费马大定理。一天，他在当地的图书馆停留了下来，在那里找到了埃里克·坦普尔·贝尔所著的《大问题》（The Last Problem），其中写有费马大定理的历史。怀尔斯当即便被这一定理所吸引，多年后他回忆说，这一定理如此容易陈述，以至于他这样一个10岁的孩子也可以理解，但没有人能够证明他，心里便萌生了成为第一个证明它的人的想法。然而，他很快意识到自己知识十分有限，便暂时搁置了儿时的梦想。直到1986年他33岁时，肯尼斯·阿兰·黎贝完成了ε-猜想的证明，费马大定理才重新引起了怀尔斯的注意。德国数学家格哈德·弗雷曾将ε-猜想与费马大定理联系起来。
他於1974年獲得牛津大學墨頓學院学士學位，於1979年在劍橋大學獲博士學位。

## 費馬最後定理證明過程
1994年他證明出困擾數學家三百多年的費馬最後定理，是數學上的重大突破。理查·泰勒是他過程中的助手。
在這之前，懷爾斯已在數論有出色工作。與約翰·科茨合作，在有名的貝赫和斯維訥通-戴爾猜想取得初步進展。他也對岩澤主猜想作了主要工作。他一直為普林斯頓大學教授。
費馬最後定理指出，對大於2的正整數n，以下不定方程沒有正整數解：
{\displaystyle x^{n}+y^{n}=z^{n}}

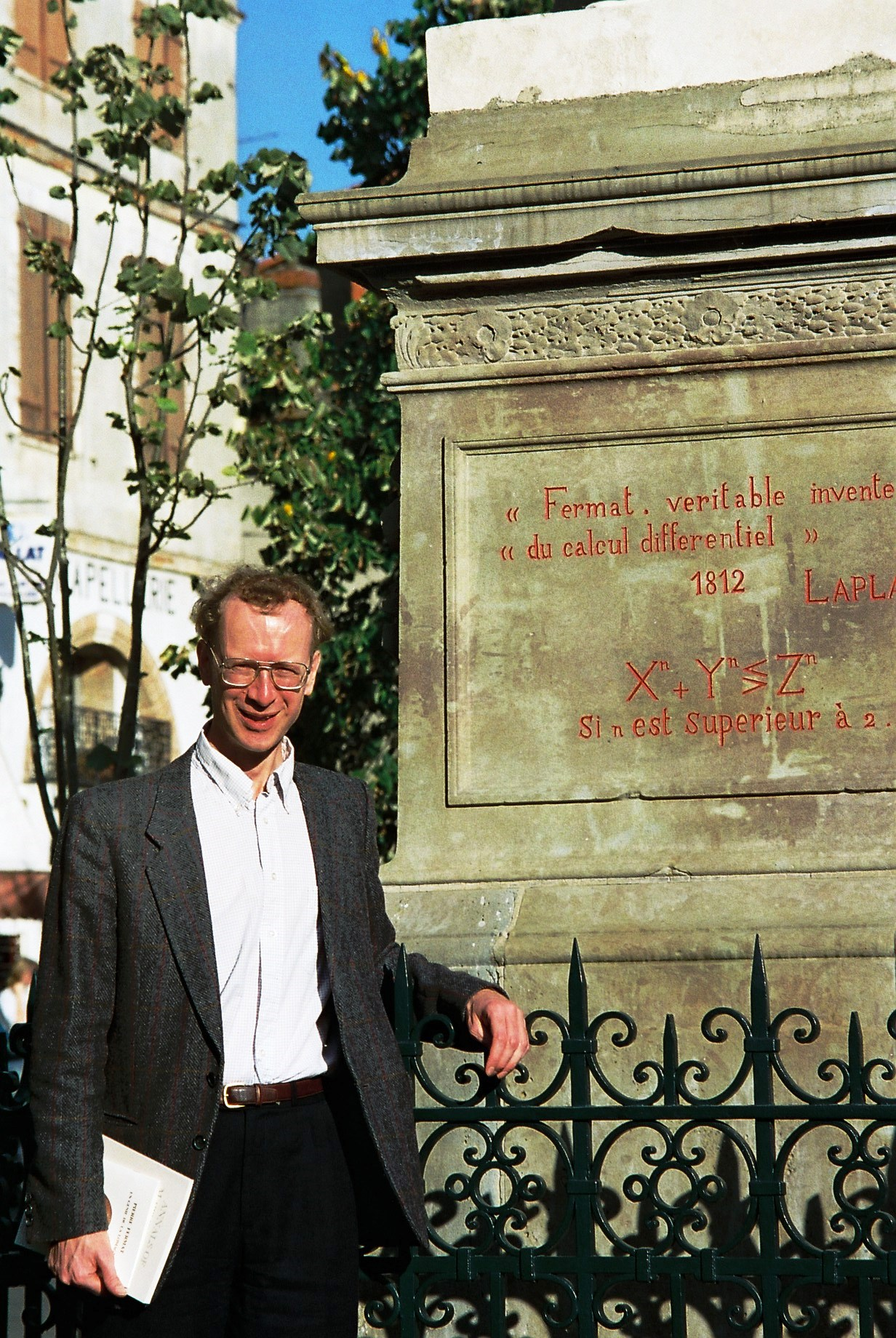
1995年，证明费马大定理后，怀尔斯在位于法国博蒙德洛马涅的费马墓前合影

懷爾斯兒時看埃里克·坦普爾·貝爾（Eric Temple Bell）的書《最後問題》（The Last Problem）讀到了費馬最後定理，啟發了他解決猜想的心。他的綿長解題之旅始於1985年，其時肯·里貝（Ken Ribet）從讓-皮埃爾·塞爾和格哈德·弗賴（Gerhard Frey）獲得靈感，證明出谷山－志村猜想可以推導出費馬最後定理。谷山─志村猜想指出，所有橢圓曲線都有模形式的參數表示。這猜想雖不及費馬最後定理有名，卻因為觸到了數論的核心故更為重要，然而沒有人能證明它。懷爾斯秘密地工作，只與普林斯頓大學另一位數學教授尼古拉斯·卡茨（Nicholas Katz）通信，分享想法和進展。他終於證明出這猜想的特例，從此解決了費馬最後猜想。他的證明匠心獨運，創造出許多新概念。
懷爾斯的證明以非凡的戲劇性來公開。1993年6月他在牛頓研究所安排了三場演講，不預先公開他的講題。但聽眾和大眾發現演講的最終目的而引起哄動，人群擠滿了第三場演講的講堂。
此後幾個月，證明的文稿在少數數學家之間傳閱，而公眾都等待著驗證結果。證明的第一版本依賴於構造一個物件，稱為歐拉系統，可是這方面出了問題。同行評審發現了在精細複雜的數學中出現了錯誤。差不多一年過去，懷爾斯的證明看來像其他許多證明般有致命傷，雖然他作了很多重要發現，但最終達不到目的。懷爾斯要放棄時，決定作最後一試，與他的前博士生理察·泰勒合作解決證明中最後的問題。最後他採用了原本第一版本裡不採用的方法，並獲得突破，從而證明了費馬最後定理。他評論道：
「很突然地，完全沒料到我會得到這般難以置信的啟示。這是我工作生涯中最重要的一刻。將來的工作我也不再如此看重……這是難以言喻的美麗，這樣的簡潔優美，我呆呆地看著它有二十分鐘之久，然後在系裡踱步一整天，時常回到我的檯子，要看看它還在不在──它還在。」
懷爾斯的證明的最終定稿也因此與原先不同。這證明刊登在1995年141期的《數學年刊》（Annals of Mathematics）第443至551頁。緊接論文後面還有另一份他與泰勒合著的補充論文，題為（某些赫克代數的環論性質）（Ring-theoretic properties of certain Hecke algebras），刊在第553至572頁。

## 奖项和榮譽
怀尔斯获得了多项数学和科学领域的重大奖项或荣誉：
- 伦敦数学学会初级怀海特奖（英语：Whitehead Prize）（1998年）
- 当选英国皇家学会院士（FRS）（1989年）[13]
- 当选美国文理科学院院士（1994年）[14]
- 肖克奖（1995年）[6]
- 费马奖（1995年）[15]
- 沃尔夫数学奖（1995/6年）[6]
- 当选美国国家科学院院士（1996年）[16]
- 由美国国家科学院颁发的玛丽亚姆·米尔扎哈尼数学奖（英语：Maryam Mirzakhani Prize in Mathematics）（1996年）[17]
- 皇家奖章（1996年）[15]
- 奥斯特罗斯基奖（英语：Ostrowski Prize）（1996年）[18]
- 柯尔奖（1997年）[19]
- 麦克阿瑟奖（1997年）
- 沃尔夫斯凯尔奖（英语：Paul Wolfskehl）（1997年）[20]
- 当选美国哲学学会院士（1997年）[21]
- 菲尔兹奖委员会主席尤里·马宁颁发给怀尔斯第一个国际数学联盟特别奖。因怀尔斯1994年证明费马大定理时年仅41岁，该奖用以代替获奖年龄上限为40岁的菲尔兹奖（1998年）[7]
- 费萨尔国王国际奖（英语：King Faisal Foundation#King Faisal International Prize）（1998年）[22]
- 克莱研究奖（英语：Clay Research Award）（1999年）[6]
- 1999年小行星怀尔斯星（小行星9999）以怀尔斯名字命名
- 邵逸夫奖（2005年）[15]
- 大英帝国勋章（2000年）[23]
- 牛津大学数学研究所的大楼以怀尔斯的名字命名[24]
- 阿贝尔奖（2016年）[25][26][27][28][29]
- 科普利獎章（2017年）[2]

## 深入閱讀
- 林桐：《费尔马大定理终于被证明了》，载《数学通报》1993年第09期（中国大陆地区较早介绍费马最后定理获证消息的期刊，文中译名为“安德鲁·外尔斯。但此时的证明尚有缺陷。”）
- Simon Singh, Fermat's Enigma, ISBN 1841157910. （講述懷爾斯與他發現證明的故事的一本暢銷書）
- Modular elliptic curves and Fermat's Last Theorem" - Annals of Mathematics, 1995. （页面存档备份，存于）（美國賓州州立大學CiteSeerX （页面存档备份，存于）有其論文電子檔供下載）